# Powiat frydlandzko-bartoszycki
Powiat frydlądzko-bartoszycki (niem. Landkreis Friedland, od 1927 Landkreis Bartenstein) – dawny pruski/niemiecki powiat istniejący w latach 1818–1945 w Prusach Wschodnich. Początkowo stolica znajdowała się we Frydlandzie, a wraz ze wzrostem liczby ludności i znaczenia została w 1902 przeniesiona do Bartoszyc. Nazwę na powiat bartoszycki (Landkreis Bartenstein) zmieniono dopiero w 1927.
W 1945 roku Polsce przypadły południowe 2/3 części powiatu frydlądzko-bartoszyckiego z tzw. Ziem Odzyskanych z siedzibą powiatu Bartoszycami po południowej, polskiej stronie granicy. Z polskiej części powiatu frydlądzko-bartoszyckiego utworzono powiat bartoszycki, który wszedł w skład nowo utworzonego woj. olsztyńskiego (1946).